# Ivana I. Navarska
Ivana I. Navarska (14. siječnja 1273. — 31. ožujka/2. travnja 1305.) bila je navarska vladarica i francuska kraljica supruga; žena Filipa IV., kralja Francuske.
Bila je jedino dijete navarskog kralja Henrika I. i njegove supruge, Blanke Arteške. Njen otac je umro kada je bila stara 18 mjeseci, te je ona automatski postala kraljica Navare. Njena majka je upravljala njenim posjedima kao regent. Udala se 1284. za Filipa Lijepog, pet godina starijeg sina francuskog kralja. Njen muž je 1285. godine naslijedio oca kao kralj Francuske, što je Ivanu učinilo i francuskom kraljicom po braku. Sa suprugom je imala sedmero djece, te je umrla pri porodu zadnjeg djeteta.

## Brak
Ovo su djeca Filipa IV. i Ivane I.:
- Margareta
- Luj X. — naslijedio je oca
- Blanka
- Filip V.
- Karlo IV.
- Izabela Francuska, kraljica Engleske
- Robert — „umro u cvijetu mladosti”